# Mitfahrer – Jede Begegnung ist eine Chance
Mitfahrer – Jede Begegnung ist eine Chance ist ein deutscher Spielfilm aus dem Jahre 2003 unter der Regie von Nicolai Albrecht. Es handelt sich um seinen ersten Film, gleichzeitig seinen Abschlussfilm an der Deutschen Film- und Fernsehakademie Berlin (dffb). Auf der Berlinale 2003 war er der Eröffnungsfilm der Reihe Perspektive Deutsches Kino und wurde 2004 mit dem Studio-Hamburg Nachwuchspreis für die beste Regie ausgezeichnet. Nach Aufführungen auf zahlreichen nationalen und internationalen Festivals startete er 2005 in den deutschen Kinos.

## Handlung
Freitag, später Nachmittag. 35 Grad Celsius. Irgendwo auf der Autobahn. Acht Fremde in drei Autos sind auf dem Weg nach Berlin. In den engen, viel zu heißen Autos müssen sie einige Stunden miteinander auskommen.
Im ersten Auto von Kassel nach Berlin befindet sich die 25-jährige Schauspielschulbewerberin Katharina, die hofft, dass ihr langjähriger Traum endlich in Erfüllung geht, nicht mehr mit Laiengruppen spielen zu müssen. Auf dem Beifahrersitz fährt Fabian mit, ein 16-jähriger Schüler, den das Provinzleben in Kassel langweilt. Er will endlich einmal Großstadtluft schnuppern und dort mit einer Frau schlafen. Auf dem Rücksitz befindet sich der 31-jährige Sylvester. Er ist Goldschmied und auf einer Reise von Spanien nach Deutschland. Er hat die letzten zwei Tage nur wenig geschlafen, da er einen wichtigen Deal vor sich hat und es ihm nicht schnell genug gehen kann.
Das zweite Auto fährt von Köln nach Berlin. Der Fahrer dieses Fahrzeugs ist der 45-jährige Familienvater Peter Kindl, welcher Vertreter für Bademoden ist. Er kennt alle Rastplätze zwischen Kiel und Garmisch und nimmt gerne Mitfahrer mit, besonders weibliche. Mit ihm im Auto ist die 21-jährige Caroline Thun. Sie ist Germanistikstudentin, schreibt gerade eine Seminararbeit und ist unterwegs zu ihren Eltern, weil dort eine Überraschung auf sie wartet. Auf dem Rücksitz sitzt der 27-jährige dunkelhäutige Hilal Abass. Er ist Lehrer und Muslim und redet so gut wie gar nicht mit den anderen Mitreisenden, da er illegal unterwegs ist. Er will am Ende seiner Reise endlich seine Zukunft sichern.
Im dritten Auto von Wetzlar nach Berlin sitzen lediglich die 37-jährige Loubelle und ihre elfjährige Tochter Rosa. Loubelle nimmt grundsätzlich keine Mitfahrer mit. Sie beschließt auf der Fahrt, endlich ihr Leben zu ändern und will sofort damit anfangen. Rosa glaubt ihrer Mutter nicht, dass sie schafft, was sie sich vorgenommen hat.
Auf der Fahrt entwickeln sich unterschiedliche Situationen zwischen den jeweiligen Mitfahrern. Die drei Handlungsstränge laufen letztlich in Berlin auf die eine oder andere Art zusammen.

## Hintergrund
- Gedreht wurde u. a. auf der A 9 und A 2 in Berlin. Die Aufnahmen in den Autos wurden alle während wirklicher Autobahnfahrten gedreht. Bei all diesen Aufnahmen wurde das Drehteam durch Polizeibegleitung eskortiert.
- Der Schauspieler Michael Ojake (in der Rolle des Hilal Abass) verletzte sich während des Drehs beim Einsteigen in eines der Autos am Kopf. Er musste im Krankenhaus behandelt werden, konnte jedoch danach weiterspielen, allerdings mit einem großen Pflaster über der Nase.
- Am 14. Februar 2008 erschien die DVD zum Film.